# Trichomegalosphys sulcata
Trichomegalosphys sulcata är en tvåvingeart som först beskrevs av Wulp 1887.  Trichomegalosphys sulcata ingår i släktet Trichomegalosphys och familjen sorgmyggor. Inga underarter finns listade i Catalogue of Life.